# 下波伊马
下波伊马（羅馬化：Nizhnyaya Poyma）是俄罗斯克拉斯诺亚尔斯克边疆区的市级镇，属下因加什区，地处克拉斯诺亚尔斯克边疆区南部，在区行政中心下因加什东偏南方、边疆区首府克拉斯诺亚尔斯克东偏北方，靠近该边疆区与伊尔库茨克州的边界。设有铁路车站列绍特（Решоты）站。R255公路（西伯利亚公路）穿过该镇以南地区。
该地2021年人口有7,840人；2010年人口9,000；2002年人口9,711；1989年人口9,844。